# Oker (Goslar)
Oker [ˈoːˌkɐ] ist ein Ortsteil von Goslar am Harz im Landkreis Goslar in Niedersachsen und 3,5 km östlich vom Kernbereich von Goslar entfernt. Mit 5838 Einwohnern (Stand: 31. Dezember 2020) zählt Oker zu den einwohnerstarken Ortschaften im Goslarer Stadtgebiet und weist einen ausgeprägten kulturellen Eigenständigkeitsgrad auf.
Die nach dem Fluss Oker benannte Ortschaft wurde 1527 als Hüttenort gegründet und war ausschlaggebend zur Verarbeitung der Erze des Rammelsberges. Oker war ein gewichtiges Zentrum der Harzer Hüttentechnik (siehe Bleihütte Oker, Zinkoxydhütte Oker und Zinkhütte Harlingerode) und bis heute durch seine montanindustrielle Vergangenheit stark geprägt.

## Geografie

Nicht offizielle Unterteilung Okers nach OpenStreetMap (2021)

Oker ist inoffiziell unterteilt. Den Kern bilden Oberoker und Unteroker, die durch die Bahnstrecke Vienenburg–Goslar und Bahnstrecke Bad Harzburg–Oker getrennt sind. Die Okeraue östlich des Sudmerbergs trägt den Namen Steinfeld. Das Wohngebiet Adenberg ist südlich der Harzburger Straße und östlich des Flusses Oker.
Zur Gemarkung Oker zählt Romkerhalle im Okertal.
Die alte Gemarkung Oker, die früher dem Landkreis Wolfenbüttel zugehörig war, erstreckt sich über eine Fläche von rund 3,1 km². Hinzu kommen weitere zusammenhängende Gebiete am Sudmerberg und in der Gemarkung Goslar, die eindeutig mit Oker zusammenhängend sind, sodass sich hieraus eine Fläche von ungefähr 4,55 km² ergibt.

### Geografische Lage
Die Ortschaft liegt am Ausgang des Tales der Oker zwischen Hahnen- und Adenberg im Süden, Sudmerberg im Nordwesten und Langenberg/Tönneckenkopf im Osten.

### Nachbarorte
| Sudmerberg Ohlhof Jürgenohl | Immenrode Probsteiburg                      | Vienenburg                         |
| Georgenberg Goslar          | Kompassrose, die auf Nachbargemeinden zeigt | Harlingerode                       |
| Schulenberg                 | Romkerhalle                                 | Göttingerode Bündheim Bad Harzburg |

### Altlasten
Die Böden in Oker sind durch die jahrhundertelange Verhüttungsgeschichte und des Hüttenwerks Harz (Bleihütte Oker u. a.) sehr stark mit Blei, Zink, Kupfer und Cadmium (Werte über 10 ppm/kg Oberboden) belastet. Eine vergleichbare Schwermetallbelastung mit ähnlichen Auswirkungen (Gressenicher Krankheit) ist im Raum Stolberg-Eschweiler in Nordrhein-Westfalen zu finden. Hinzu kommt eine außerordentlich starke Belastung des Flusses Oker; nach der nordöstlichen Feldmark wurde in zwei Dissertationen eine Pflanzenkrankheit als Oker- oder Steinfeldkrankheit benannt. Seit 1977 erfolgen daher im Auftrag der Hildesheimer Gewerbeaufsicht Depositionsmessungen im Okeraner Umfeld, die zunächst Staubniederschläge und Blei- und Cadmiumdepositionen umfassen. 2009 wurde das Messrepertoire um Arsen/Nickel und 2011 um Thallium erweitert.

## Geschichte

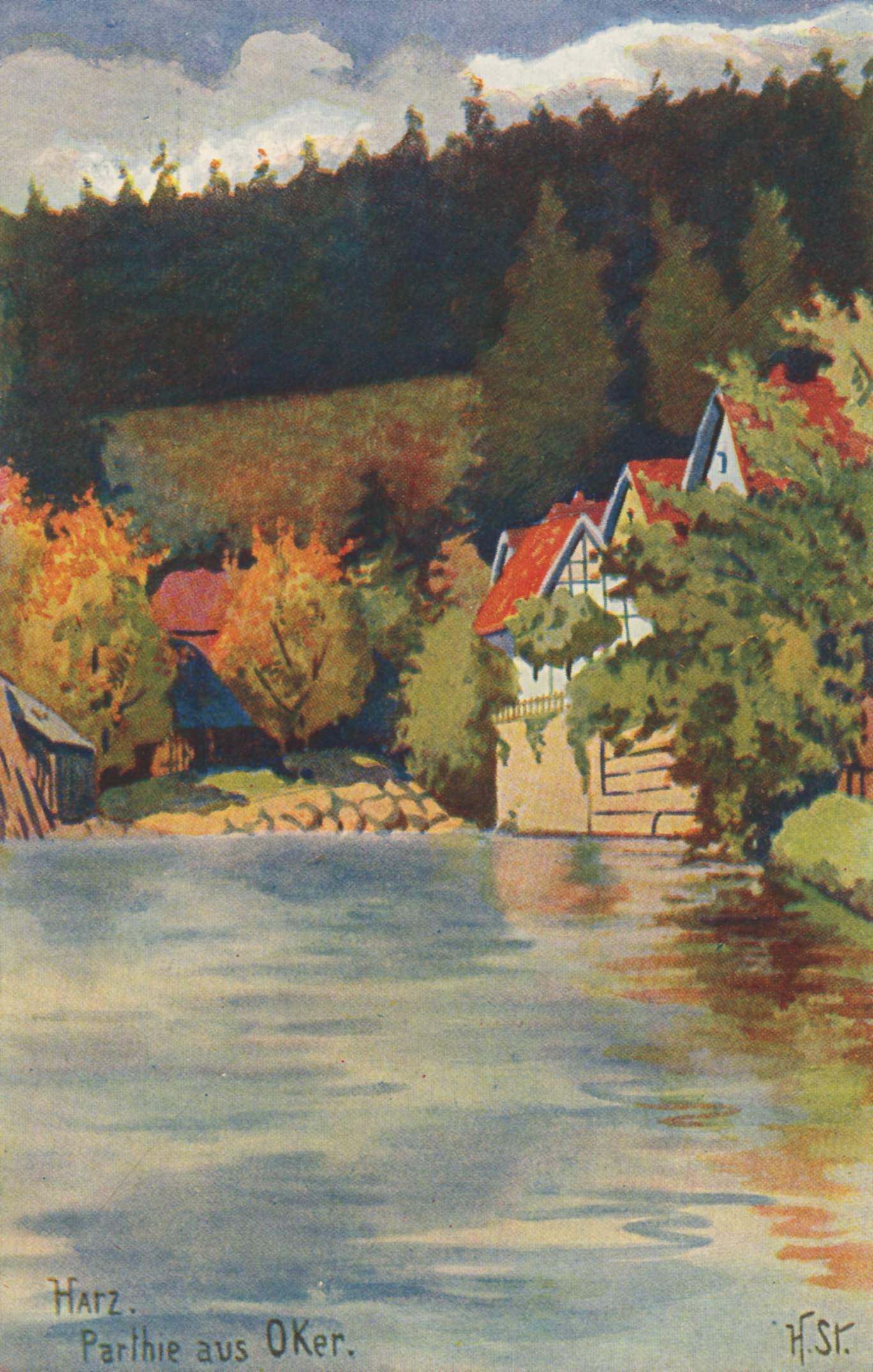
Ansichtskarte aus Oker, ca. 1900

### Ortsname
Anfangs wurde Oker (beziehungsweise der Ort an der Frau-Marien-Hütte) bis ins 17. Jahrhundert vage als auf der Oker, an der Oker, Düsternvörde oder Düsterfort bezeichnet. Die letzten beiden Namen bezogen sich auf die dichte Bewaldung des Okertals vor dem 16. Jahrhundert und die Überquerung des Flusses Oker über eine Furt und sind als alter Flurname bis ins 20. Jahrhundert bezeugt.
Ab dem Ende des 17. Jahrhunderts war Oker für rund zwei Jahrhunderte zweigeteilt. Der westliche Teil hieß die einseitige Oker, die eigentliche Oker oder Braunschweig-Oker und befand sich vollständig im Besitz des Herzogtums Braunschweig. Östlich vom Okerufer befand sich Kommunion-Oker, das vom Herzogtum Braunschweig und dem Königreich Hannover gemeinsam verwaltet wurde.
Erst seit Januar 1875 führt die Ortschaft politisch einheitlich und ohne Zusatz den Namen Oker.

#### Adjektiv/Demonym
Das Adjektiv und Demonym lautet Okeraner.

#### „Farbe Ocker“
Die volksetymologisch verbreitete Behauptung, der Name für die Farbe Ocker leitete sich daher ab, dass sie „in den Okerschen Hütten“ gewonnen wurde, ist eine Legende.

### Frühgeschichte
Der erste Vorläufer von Oker war das im 9. Jahrhundert gegründete Reindertingerode, das später als Sudburg bezeugt ist. Dieses wurde im Gebiet des heutigen Unteroker gegründet und diente zur Absicherung von Goslar in Richtung Osten, wurde jedoch zwischen dem 13. und 14. Jahrhundert aufgrund verschiedener Fehden zwischen der Reichsstadt Goslar und dem Amt Harzburg von seiner Einwohnerschaft verlassen und fiel wüst.
Unterdessen stieg im 11. Jahrhundert der Holzbedarf des Rammelsberg-Bergwerks so stark an, dass die unmittelbaren Holzvorkommen am Bergwerk nicht mehr ausreichten. Somit musste sich die Erzverhüttung in andere Gebiete verlagern. Das Okertal bot sich durch die Wasserkraft der Oker für die Gebläse und der Wind aus dem Okertal zum Wegwehen des Hüttenrauchs gut an. 1311 wurde erstmals die Galmhütte („de hutte tom Nederen Galm“; Galm = „Klang, Geräusch“ in Beziehung zu gellen) erwähnt, die sich in der heutigen Feldmark von Harlingerode befand; sie wurde im Laufe des 17. Jahrhunderts aufgegeben. Um die Erze aus dem Rammelsberg zu verarbeiten, siedelten sich ab dem 15. Jahrhundert meist von Goslarer Stadtbürgern betriebene Kleinhütten an. Dies führte zu einem länger bestehenden Streit zwischen dem braunschweig-wolfenbüttelschen Herzog Heinrich dem Jüngeren und der freien Reichsstadt Goslar, in welchem er den Betrieb der Hütten jedoch tolerieren ließ.

### 16. Jahrhundert

Stadtgebiet von Oker im Amtsbezirk Harzburg, Landkreis Wolfenbüttel

Der noch unspezifische Haufen an Ansiedlungen wurde im Jahre 1527 erstmals als Oker erwähnt, und die im Jahre 1952 verfasste Festschrift zur Stadtwerdung setzt diesen Zeitpunkt auch als Gründungsjahr an. Sein Sohn und Nachfolger, Herzog Julius zu Braunschweig-Wolfenbüttel, ließ sämtliche zu seiner Amtszeit in Betrieb befindlichen Hütten in Besitz nehmen und formierte daraus das spätere Oberoker. Die Frau-Marien-Hütte, später als Bleihütte Oker bekannt, entwickelte sich zum Siedlungskern des heutigen Oberokers, während das jüngere Unteroker aus einer Keimzelle am Okerturm stammt.
Durch den Riechenberger Vertrag aus dem Jahr 1552 erkannte die Stadt Goslar die von dem braunschweig-wolfenbüttelschen Herzog Heinrich den Jüngeren beanspruchten Rechte im Gebiet Oker an. In diesem Vertrag wurde auch die Ortsgrenze nach Westen festgelegt, die in ihren Grundzügen über mehr als 400 Jahre bis zum Jahr 1972 Bestand hatte und in der Karte vom Amtsbezirk Harzburg ersichtlich ist.
Von nennenswerter Bedeutung für den Ort war zweifellos die 1580 erfolgte Gründung der großen Herzoglichen Papiermühle zu Oker. Sie hatte nicht nur bestimmte, und zwar relativ große Mengen Schreibpapier für den Bedarf der fürstlichen Kanzleien, Buchhaltereien und Zeughäuser und ebenso an „alle unsere Ambtere, Bergk-Saltz undt Eisenwergke, auch Forstschreibereien …“ zu liefern, sondern auch „so viehle Druckpapier, als wir dessen zu behuff unser Julius-Universität zu Helmstedt …“ nötig haben. Als Herzogliche Mühle genoss sie zahlreiche Privilegien, doch angesichts des Papierbedarfs der Universität war sie überfordert und zählte bald zu zeitweilig drei Papiermühlen, die der Universitätsdruckerei zu Helmstedt verpflichtet waren. Eins dieser Papiergewerke stand in Räbke am Elm. Über Jahrhunderte lieferten sich insbesondere diese beiden bedeutenden Manufakturen bzw. Standorte der Papierindustrie im Herzogtum eine manchmal erbittert geführte Konkurrenz.

### 17. Jahrhundert
Während des Dreißigjährigen Kriegs wurde Oker nach der Schlacht bei Lutter im Jahr 1626 schwer beschädigt. Der hierdurch beeinträchtige Hüttenbetrieb konnte aber noch während des Krieges in reduzierter Form wieder aufgenommen werden.
In einem Erbvergleich wurde Oker im späten 17. Jahrhundert durch den Fluss Oker politisch zweigeteilt. Der Teil westlich der Oker erhielt den Namen Einseitiges Oker oder Braunschweig-Oker und wurde vollständig vom Herzogtum Braunschweig-Wolfenbüttel verwaltet. Der Teil östlich der Oker erhielt den Namen Kommunion-Oker und war politisch fest mit der Verwaltung der Frau-Marien-Hütte verbunden.

### 18. Jahrhundert
Im Jahr 1756 wurde in Kommunion-Oker das Messingwerk gegründet. Das im Rammelsberg geförderte Kupfer wurde zumindest im 19. Jahrhundert hier nicht verwertet, da es unbrauchbar für die Verarbeitung zu Messing war.
Im Jahre 1777 hielt sich Johann Wolfgang von Goethe in Oker auf und residierte im Haus Brunnenstraße 29 im Okertal. Er besuchte bei seinem Aufenthalt unter anderem die Messinghütte.

### 19. Jahrhundert

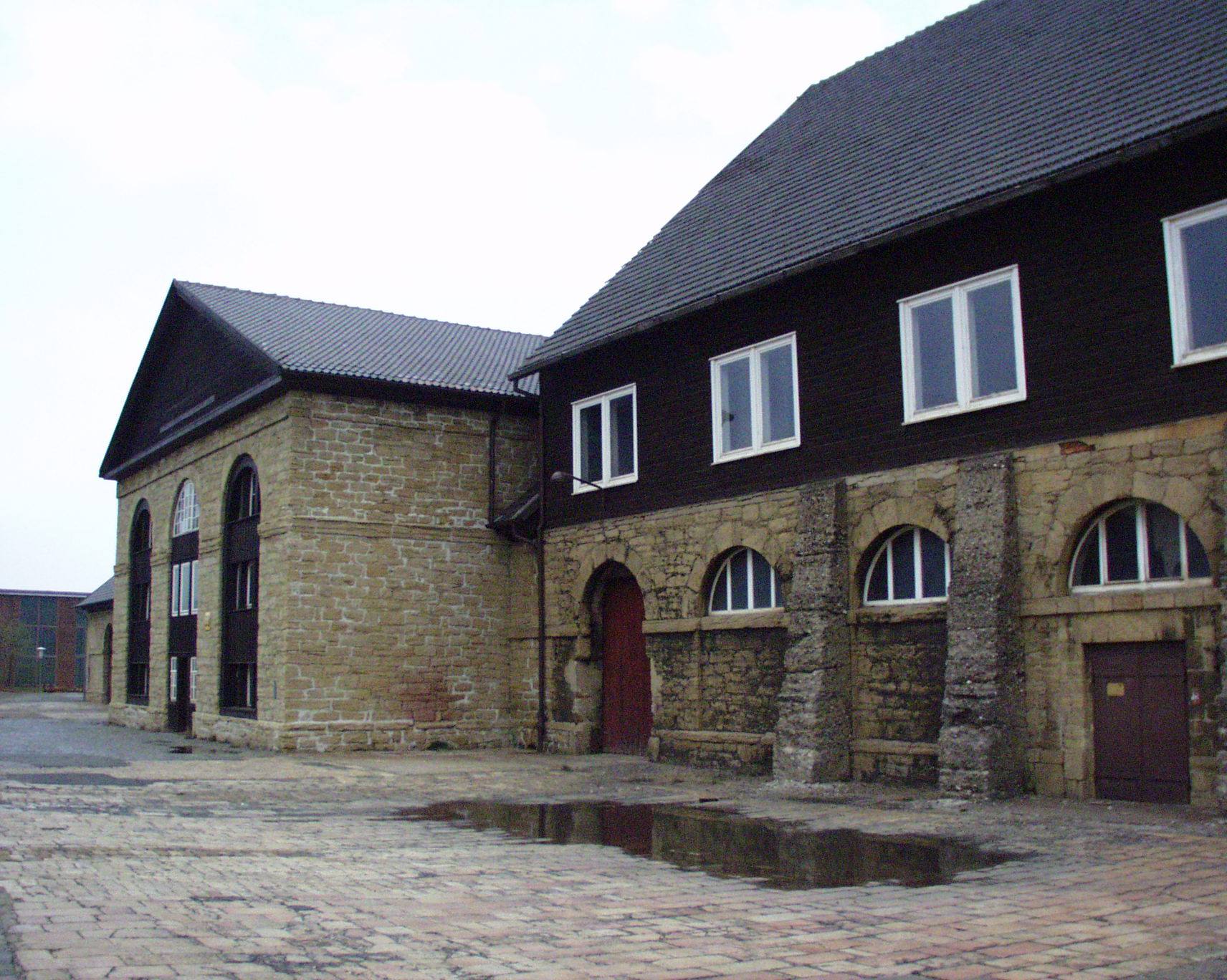
Schmelzhüttengebäude der Frau-Marien-Saiger-Hütte von 1845

In der Franzosenzeit wurde Braunschweig-Oker ab dem Jahr 1807 unter die Herrschaft eines Maire gestellt und auf den Namen Oker am Harz umfirmiert.
Im Jahre 1819 wurde eine Postexpedition der Braunschweigischen Post eröffnet. Diese wurde mit der Eröffnung des Betriebes der Bahnstrecke zwischen Goslar und Vienenburg am 23. März 1866 nach dem Bahnhof von Oker verlegt. Zur Entwicklung des Postwesens siehe auch Postroute Wolfenbüttel-Harzburg.
Mitte des 19. Jahrhunderts wird Oker als „weitläufig gebauter Flecken“ beschrieben. Zu diesem Zeitpunkt war Oker in das von dem Königreich Hannover und dem Herzogtum Braunschweig gemeinsam verwaltete Kondominium „Communion-Oker“ und das vollständig dem Herzogtum Braunschweig unterstehende „einseitige Oker“ (Braunschweig-Oker) geteilt. Der Fluss Oker stellte die Grenze dar. Im Jahr 1844 lebten im Einseitigen Oker ungefähr 400 Menschen und in Kommunion-Oker ungefähr 500.
Nach der preußischen Annexion des Königreichs Hannover im Jahr 1866 waren die Länder Preußen und Braunschweig bestrebt, ihre Staatsgrenzen geografisch abzurunden. Am 9. März 1874 wurde in diesem Kontext ein Staatsvertrag zwischen beiden Staaten öffentlich, der die unter anderem die Vereinigung von Braunschweig-Oker mit Kommunion-Oker zum Ziel hatte. Hierin war geregelt, dass das Kondominium mit Preußen (vorher Königreich Hannover) in Kommunion-Oker zugunsten der vollständigen Herrschaft des Herzogtums Braunschweig beendet und Kommunion-Oker unter die Gerichtsbarkeit und Verwaltung von Braunschweig-Oker (Einseitiges Oker) fällt. Im Gegenzug trat Braunschweig die Hoheitsrechte über die Goslarsche Stadtforst an Preußen ab und erhielt dafür Territorialersatz in Höhe von einem Drittel der Fläche der Forst. Die Landesversammlung stimmte dem Staatsvertrag am 12. Juni 1874 zu. Der Vertrag wurde am 2. Januar 1875 wirksam, sodass Oker politisch vereinigt wurde.

### 20. Jahrhundert

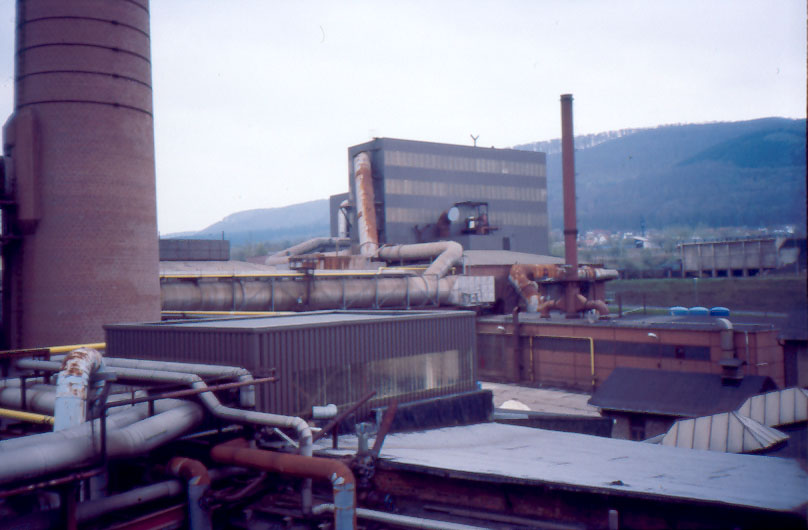
Schmelzzyklon der Zinkoxydhütte Oker im Jahr 1989

In den 1920er-Jahren verstärkten sich die Umweltprobleme in Oker durch den Zuzug der Chemischen Fabrik Gebr. Borchers aus der Goslarer Kernstadt im Jahr 1924, in der sie aus Umweltschutzgründen keine Baugenehmigung mehr erhielten. Die Feldgeschworenen der Gemeinde Oker meldeten im Folgejahr Schäden an in Gärten angebauten Lebensmitteln, als deren Ursache die Abgase der neuen Fabrik gesehen wurden.
Im Zuge der Autarkie- und Rüstungspolitik des nationalsozialistischen Deutschen Reichs wurde Oker als Industriestandort ab 1935 stark ausgebaut. Ein Schwerpunkt war neben der schon vorhandenen Bleiverhüttung die industrielle Gewinnung von Molybdän und Arsen. H.C. Starck erwarb 1935 die Aktienmehrheit über die Firma Gebr. Borchers und gründete das „Ofensauenkonsortium“ mit I.G. Farben, der Friedrich Krupp AG und der Gesellschaft für Metallurgie, um die heimische Produktion von Rohstoffen zur Stahlveredelung in Oker aufzubauen.
Die heutige L 501 (Harzburger Straße) über Göttingerode nach Bündheim wurde im Juni 1939 als Reichsstraße 6 offiziell eröffnet und ersetzte verkehrlich den alten Verlauf der Bundesstraße über die alte Kirchenbrücke und die Straße Am Hüttenberg, von wo aus sie durch das Gelände des Hüttenwerks Oker führte und am nun stillgelegten Werkstor an der Harlingeroder Straße nach Norden über die K 70 weiter nach Bad Harzburg führte.
Oker wurde im Zweiten Weltkrieg bis auf einen versuchten Bombenangriff auf den Bahnhof Oker am 22. Februar 1945 nicht durch Kriegshandlungen stark beschädigt. Der Ort wurde am 10. April 1945 ab 18 Uhr durch US-amerikanische Panzereinheiten besetzt, im Okertal kam es zu Kampfhandlungen. Die US-amerikanischen Einheiten wurden im Juni 1945 durch britische Truppen abgelöst. Die meisten durch die Soldaten belegten Gebäude, insbesondere beide Schulgebäude und das Hüttenamtsgebäude wurden zum 1. Oktober 1945 freigegeben.
Ab Oktober 1946 wurden bis zum November 1948 unter der North German Timber Control Commission die Hänge am Okertal gerodet. Zur Unterbringung der Holzschlageinheiten wurden mehrere Gebäude, darunter insbesondere die Grundschule Unteroker, besetzt.
Die bisherige Gemeinde Oker erhielt am 26. Juli 1952 das Stadtrecht. Nach anfänglichen Überlegungen im Rahmen der allgemeinen Gemeindereformen in den 1970er-Jahren, Oker mit Harlingerode und Göttingerode zu einer Stadt Oker zu vereinigen, wurde sie am 1. Juli 1972 in die Kreisstadt Goslar eingegliedert, wobei die früher zur Stadt Goslar zugehörigen Teile Okers vereinigt wurden.

### Einwohnerentwicklung
Nach dem Zweiten Weltkrieg stieg die Einwohnerzahl des in der Zeit zur Stadt erhobenen Okers enorm an und erreichte in den 1950er-Jahren einen Höchststand von etwa 10.000 Einwohnern.
| Oker Bevölkerungsentwicklung seit 1866                                                                                | Oker Bevölkerungsentwicklung seit 1866                                                                                                | Oker Bevölkerungsentwicklung seit 1866 | Oker Bevölkerungsentwicklung seit 1866 | Oker Bevölkerungsentwicklung seit 1866 | Oker Bevölkerungsentwicklung seit 1866 | Oker Bevölkerungsentwicklung seit 1866 |
| Entwicklung | Jahr | Einwohner                              | Jahr                                   | Einwohner                              | Jahr                                   | Einwohner                              |
| --- | --- | -------------------------------------- | -------------------------------------- | -------------------------------------- | -------------------------------------- | -------------------------------------- |
| Hier fehlt eine Grafik, die leider im Moment aus technischen Gründen nicht angezeigt werden kann. Wir arbeiten daran! | 1866 | 1.100                                  | 1950                                   | 10.000*                                | 2016                                   | 5.763                                  |
| Hier fehlt eine Grafik, die leider im Moment aus technischen Gründen nicht angezeigt werden kann. Wir arbeiten daran! | 1885 | 2.333                                  | 2006                                   | 7.282                                  | 2011                                   | 5.739                                  |
| Hier fehlt eine Grafik, die leider im Moment aus technischen Gründen nicht angezeigt werden kann. Wir arbeiten daran! | 1890 | 2.552                                  | 2012                                   | 5.704                                  | 2017                                   | 5.736                                  |
| Hier fehlt eine Grafik, die leider im Moment aus technischen Gründen nicht angezeigt werden kann. Wir arbeiten daran! | 1925 | 4.175                                  | 2013                                   | 5.667                                  | 2018                                   | 5.715                                  |
| Hier fehlt eine Grafik, die leider im Moment aus technischen Gründen nicht angezeigt werden kann. Wir arbeiten daran! | 1933 | 4.067                                  | 2014                                   | 5.661                                  | 2019                                   | 5.881                                  |
| Hier fehlt eine Grafik, die leider im Moment aus technischen Gründen nicht angezeigt werden kann. Wir arbeiten daran! | 1939 | 4.744                                  | 2015                                   | 5.697                                  | 2020                                   | 5.838                                  |
| Hier fehlt eine Grafik, die leider im Moment aus technischen Gründen nicht angezeigt werden kann. Wir arbeiten daran! | Quelle: 1866/1885, generell vor 2011, ab 2011. Werte jeweils zum 31. Dezember des Jahres, 2016 und 2018 zum 30. Juni. *Schätzungswert |                                        |                                        |                                        |                                        |                                        |

## Religionen
Die evangelisch-lutherische Kirchengemeinde Oker entstand im Oktober 2005 durch Vereinigung der beiden Gemeinden St. Paulus (Unteroker) und Martin Luther (Oberoker). Die Martin-Luther-Kirche, die ältere der beiden Kirchen, blieb erhalten. Die erst 1966 eingeweihte Paulus-Kirche wurde 2013 entwidmet und noch im gleichen Jahr abgerissen. Ferner gibt es die 1952 eingeweihte katholische St.-Konrad-Kirche (Filialkirche der Pfarrgemeinde St. Jakobus d. Ä. in Goslar), und eine türkisch-muslimische Gemeinde (Oberoker).

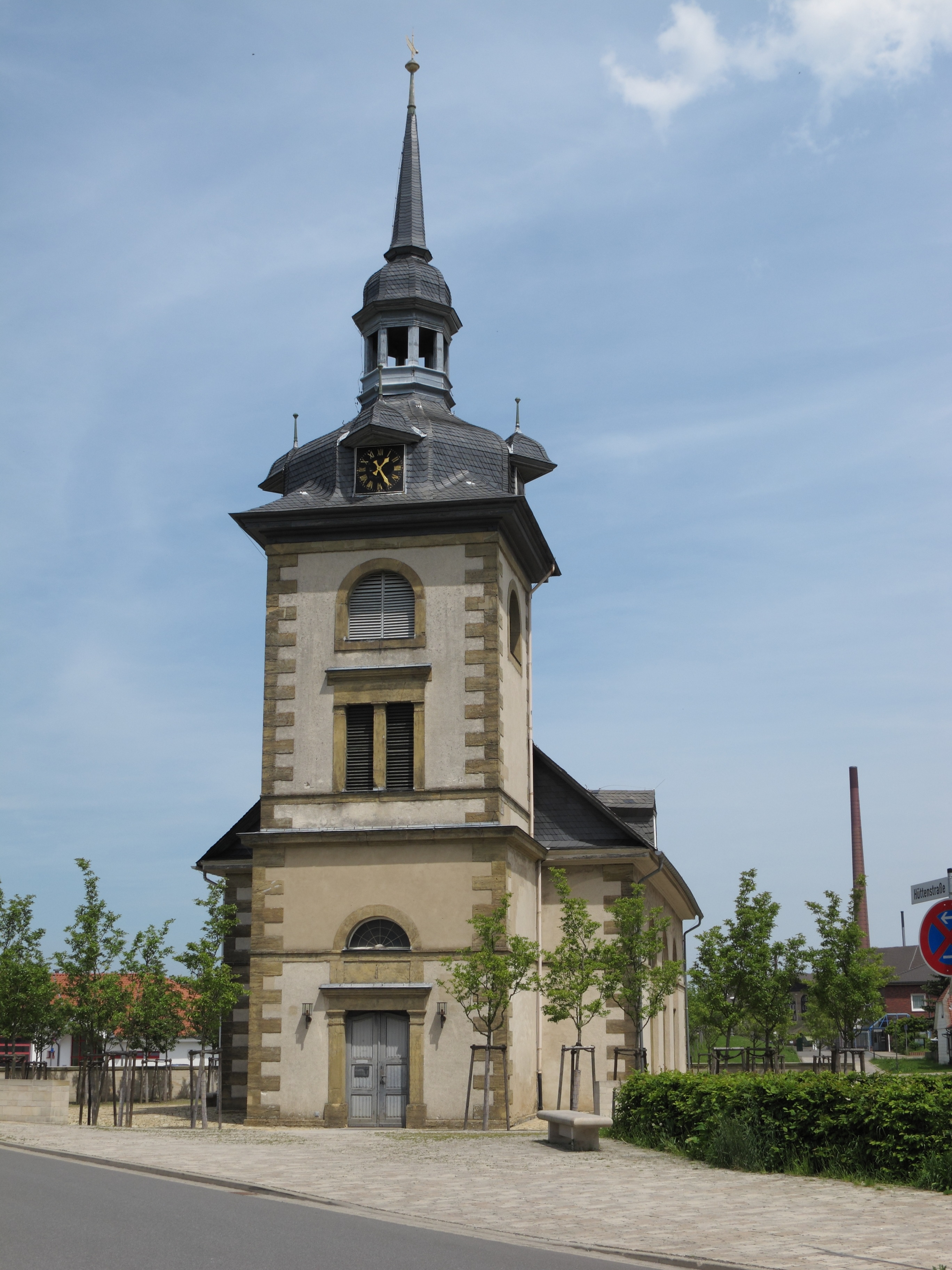
Die Martin-Luther-Kirche (ev.) in der Hüttenstraße
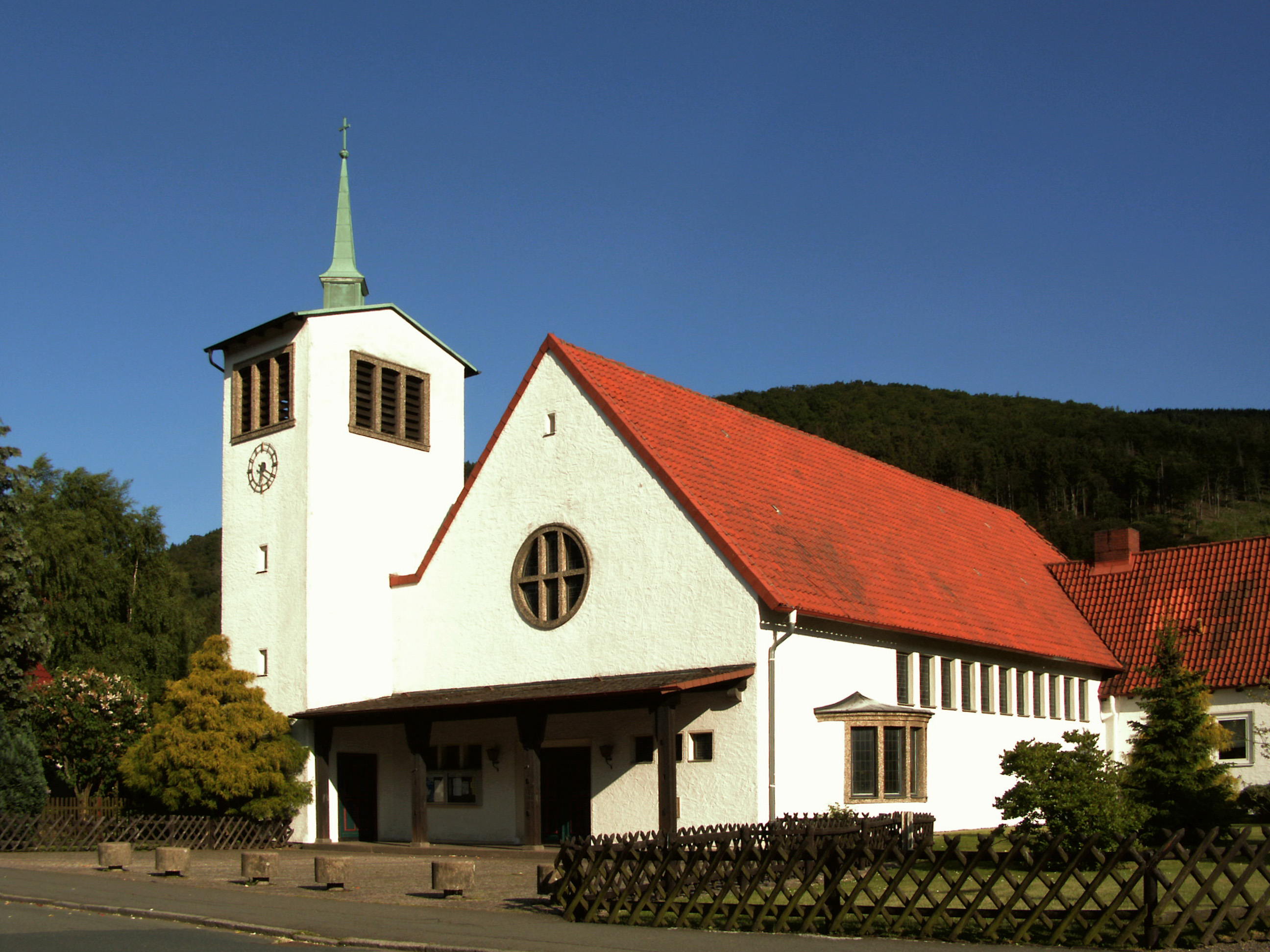
St. Konrad von Parzham-Kirche

## Politik

### Stadtrat und Bürgermeister
Auf kommunaler Ebene wird der Ortsteil Oker vom Rat der Stadt Goslar vertreten.

### Wappen
Der Entwurf des Wappens von Oker stammt von der dortigen Gemeinde. Gezeichnet hat ihn der in Isernhagen geborene und später in Hannover lebende Heraldiker und Wappenmaler Gustav Völker, der auch die Wappen von Großburgwedel, Mellendorf, Wunstorf und vielen anderen Ortschaften in der Region Hannover entworfen hat. Das Wappen wurde am 28. Juli 1949 vom Rat beschlossen und die Genehmigung wurde am 16. Januar 1950 durch den Niedersächsischen Innenminister erteilt.
| Wappen von Oker | Blasonierung: „In Blau über silbernen Wellen ein silberner Wachturm, beseitet von zwei schwebenden silbernen Tannen und belegt mit einem goldenen Schild, darinnen schwarze Schlägel und Eisen.“ |
| Wappen von Oker | Wappenbegründung: Die Berghämmer nehmen im Wappen von Oker einen Ehrenplatz ein, weil der Ort aus einer Siedlung von Berg- und Hüttenleuten hervorgegangen ist. Die Erzverhüttung und Edelmetallgewinnung in Verbindung mit dem Harzer Bergbau waren eine Daseinsgrundlage und sind es teilweise heute noch. Der abgebildete Okerturm, der als Landwehrbefestigung diente, ist das älteste nachweisbare Gebäude im Ort. Die Tannen weisen auf die damalige Baumkulisse auf den Harzhöhen hin, als die ganze Gegend noch mit Wald bedeckt war. Hier ließ Herzog Julius von Braunschweig im Jahre 1527 eine Hütte zum Scheiden von Silber und Kupfer errichten und legte somit den Grundstein für die Siedlung Oker. Die stilisierten Wellen sind jene der Oker, nach der die ehemalige Ortschaft/Stadt benannt wurde. |

## Kultur und Sehenswürdigkeiten
Oker ist ein historisches Zentrum der Harzer Bergbautätigkeit. Seit Gründung der Siedlung wurde sie durch die Verhüttung von Erzen geprägt und weist bis heute einen ausgeprägten montanindustriellen Charakter auf. Das Firmengelände von H.C. Starck erstreckt sich über Kilometer entlang der Bundesstraße 498 (Im Schleeke) und ist ein Beispiel der Industriearchitektur des 20. Jahrhunderts; die ehemalige Bleihütte Oker an der Kreisstraße K 70 (Harlingeroder Straße) steht ähnlich beispielhaft dafür. Die Anwerbung von Gastarbeitern im 20. Jahrhundert hat einen prägenden Einfluss auf die Ortschaft, insbesondere ist in Oker eine starke deutschtürkische Gemeinde vertreten.

### Bauwerke
- Bleihütte Oker (seit 1527)

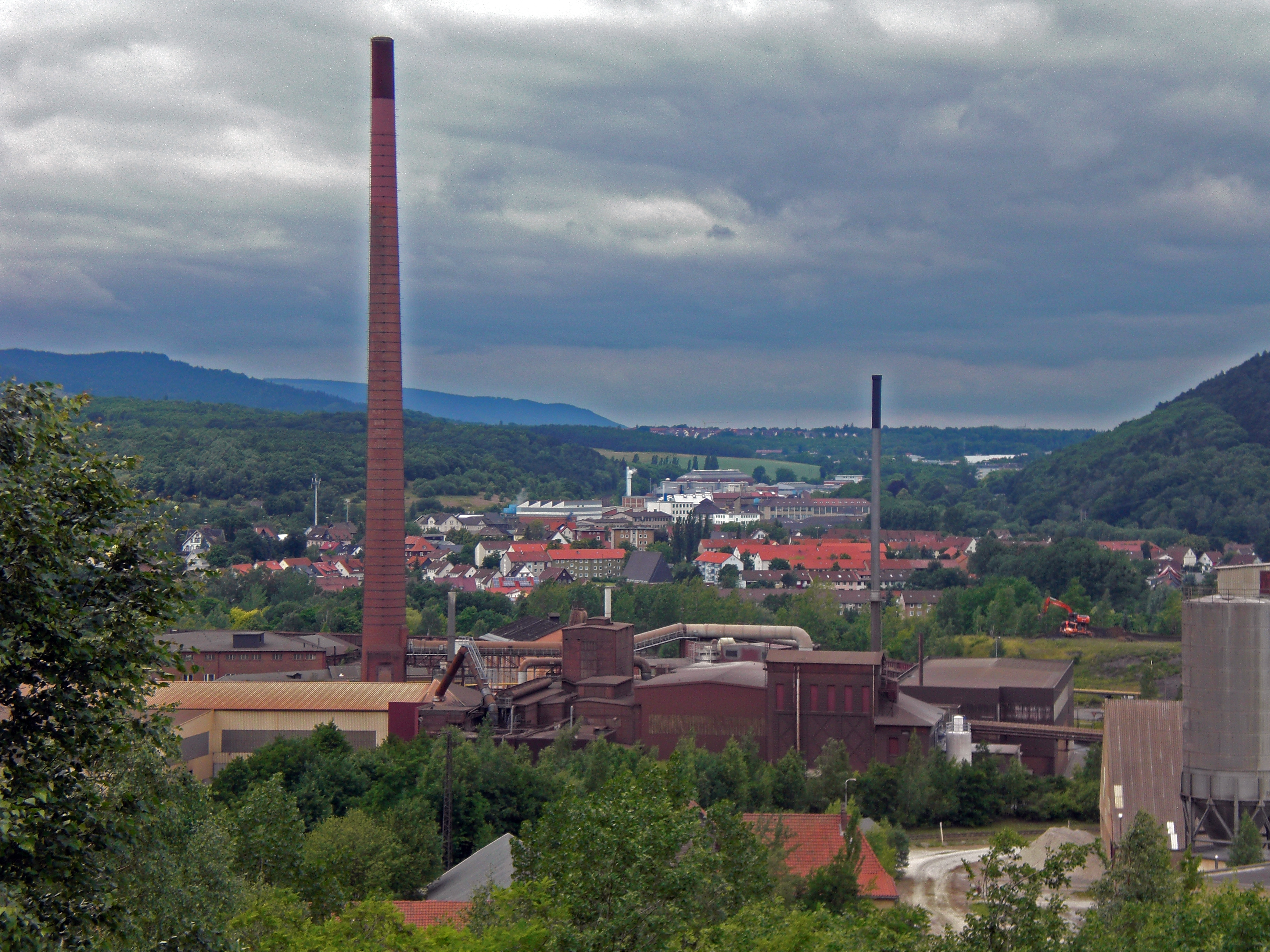
Zinkoxydhütte Oker

- Martin-Luther-Kirche (erbaut von 1823 bis 1836)
- Sender Goslar auf dem Sudmerberg
- St. Konrad von Parzham (erbaut von 1951 bis 1952)
- Zinkoxydhütte Oker (erbaut von 1907 bis 1909)
- „Goslarer Trojaner“ (großes Holzpferd vor dem Unternehmen pdv-software GmbH (Im Schleeke))[24]

### Parks
In Oberoker befindet sich der Stadtpark Oker, durch den die Sülpke fließt. Auf dem Gelände befindet sich eine Minigolfanlage und ein Kinderspielplatz.

### Sport
Der VfL Oker als örtlicher Sportverein hat mit seiner Tischtennisabteilung überregionale Bedeutung und ist in der Helmut Sander benannten Sporthalle beheimatet. Die erste Herrenmannschaft spielt in der Oberliga West und die erste Damenmannschaft in der Regionalliga Nord. Auch die Abteilung der Turner des Vereins hat weit über die Stadtgrenzen hinaus Bedeutung und kann dort einige Erfolge vorweisen.
Das Wanderwegenetz um Oker ist gut ausgebaut; im Ort selbst stehen zwei Sporthallen, Sport- und Tennisplätze sowie ein Freibad zur Verfügung. Durch den Ort verläuft der Europaradweg R1.

## Wirtschaft und Infrastruktur

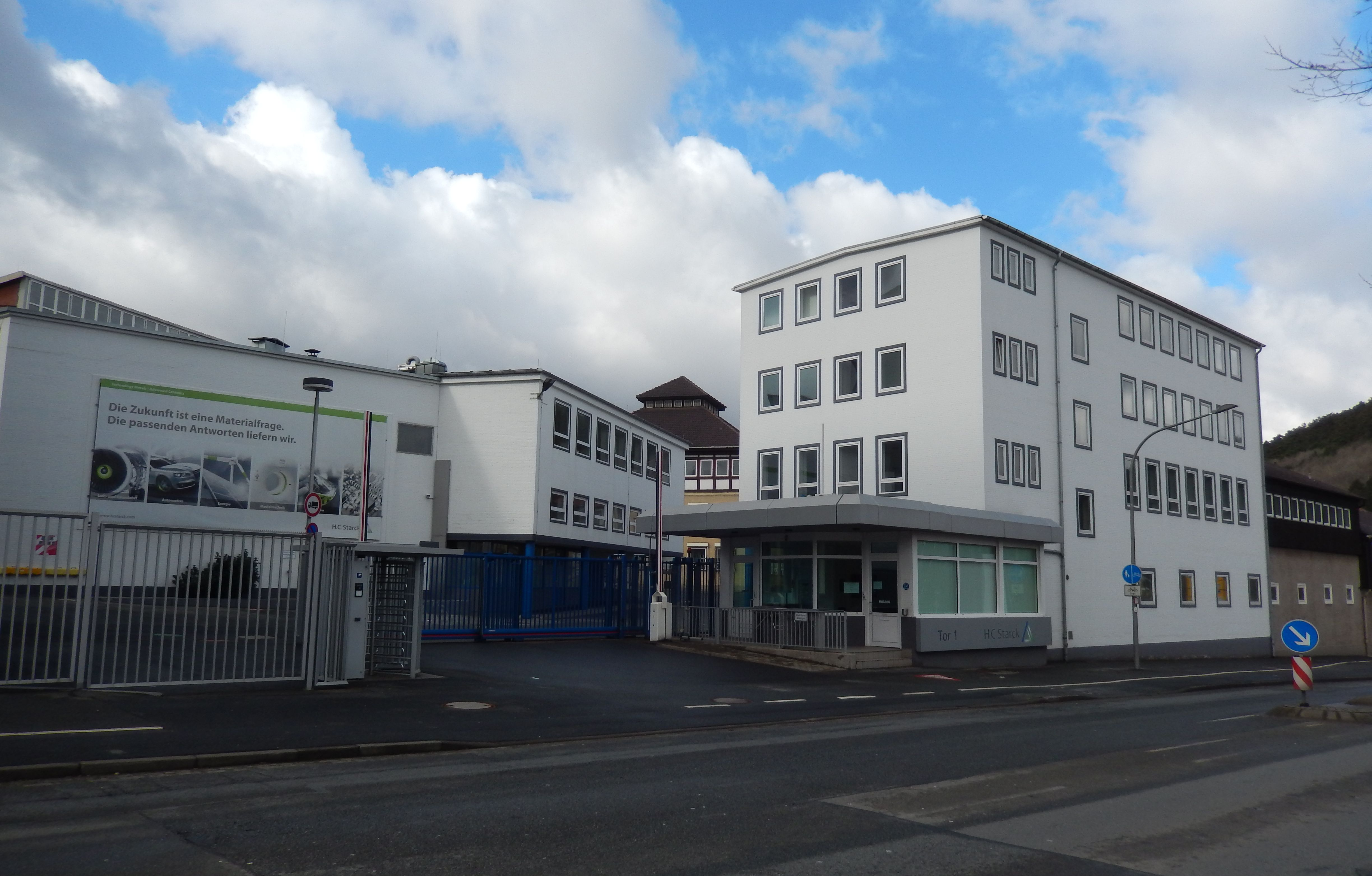
Tor 1 des Unternehmens H.C. Starck mit Sitz in Oker

### Wirtschaft
Oker ist außergewöhnlich stark durch chemisch-metallurgische Industrie im Sekundärsektor geprägt. Diese ist in Unteroker als Metallurgie-Park Oker zusammengefasst und umfasst die Nachfolgeunternehmen des einst dominierenden Chemieunternehmens H.C. Starck, die sich an der B 498 über eine Länge von circa zwei Kilometern erstrecken und der in die Goslarer Kernstadt übergeht. Im Osten sind Teile der in Harlingerode ansässigen Industriepark und Verwertungszentrum Harz GmbH als Nachfolgerin von Harz-Metall auf dem Gelände des ehemaligen Hüttenwerks Harz ansässig. Zudem gibt es in Oker die Gewerbegebiete Halberstädter Straße in Steinfeld und Zinkanger am Adenberg.
Oker verfügt über ein großes Gastronomieangebot. Die türkische Küche überwiegt mit mehreren Restaurants, Imbissen und einem Spezialgeschäft für türkische Lebensmittel deutlich, daneben sind auch die chinesisch-ostasiatische, italienische und deutsche Küche ansässig.
Der Ort besitzt ein eigenes Mineralwasser, das über die Okertaler Mineralbrunnen GmbH verwertet und vertrieben wird.

### Verkehr

#### Straßenverkehr

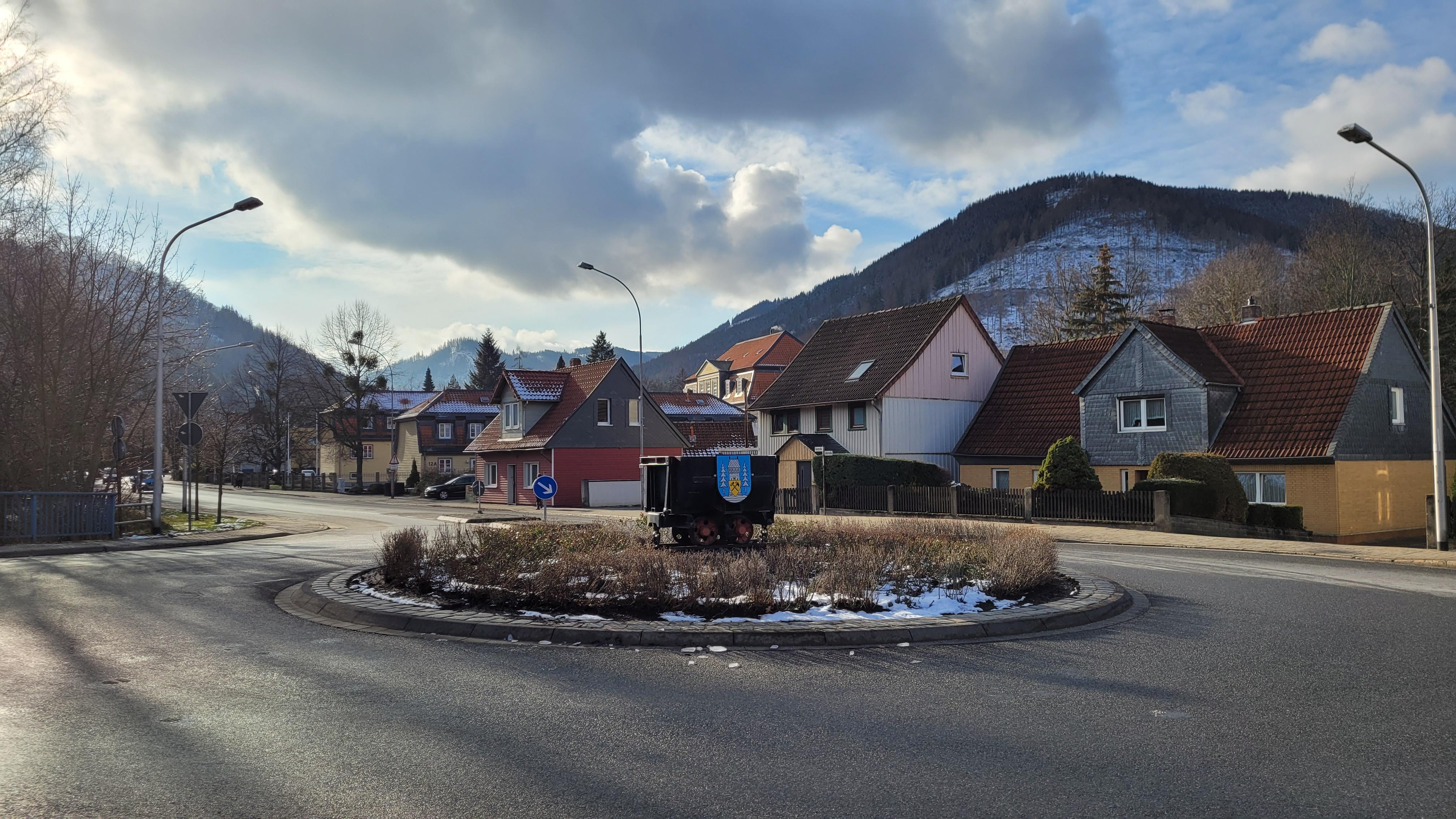
Kreisel an der B 498 in Oberoker

Oker ist über die Abfahrten Sudmerberg-West aus Richtung Westen und der Anschlussstelle L 518 aus Richtung Osten an die autobahnähnliche B 6 angebunden. Mittelbar ist Oker hierüber an die Autobahnen 7, 36 und 369 an den Fernverkehr angeschlossen.
Die Bundesstraße 498 (Goslar – Osterode am Harz) quert Oker von Nordwesten nach Süden und führt durch das Okertal in den Oberharz nach Altenau.
Über die Landesstraßen L 501 (Göttingerode, Bad Harzburg), L 518 (Vienenburg) und die Kreisstraße K 70 (Harlingerode) bestehen Direktverbindungen in Nachbarorte.

#### Busverkehr
Mehrere Buslinien verbinden Oker mit Goslar und Bad Harzburg.

#### Bahnverkehr

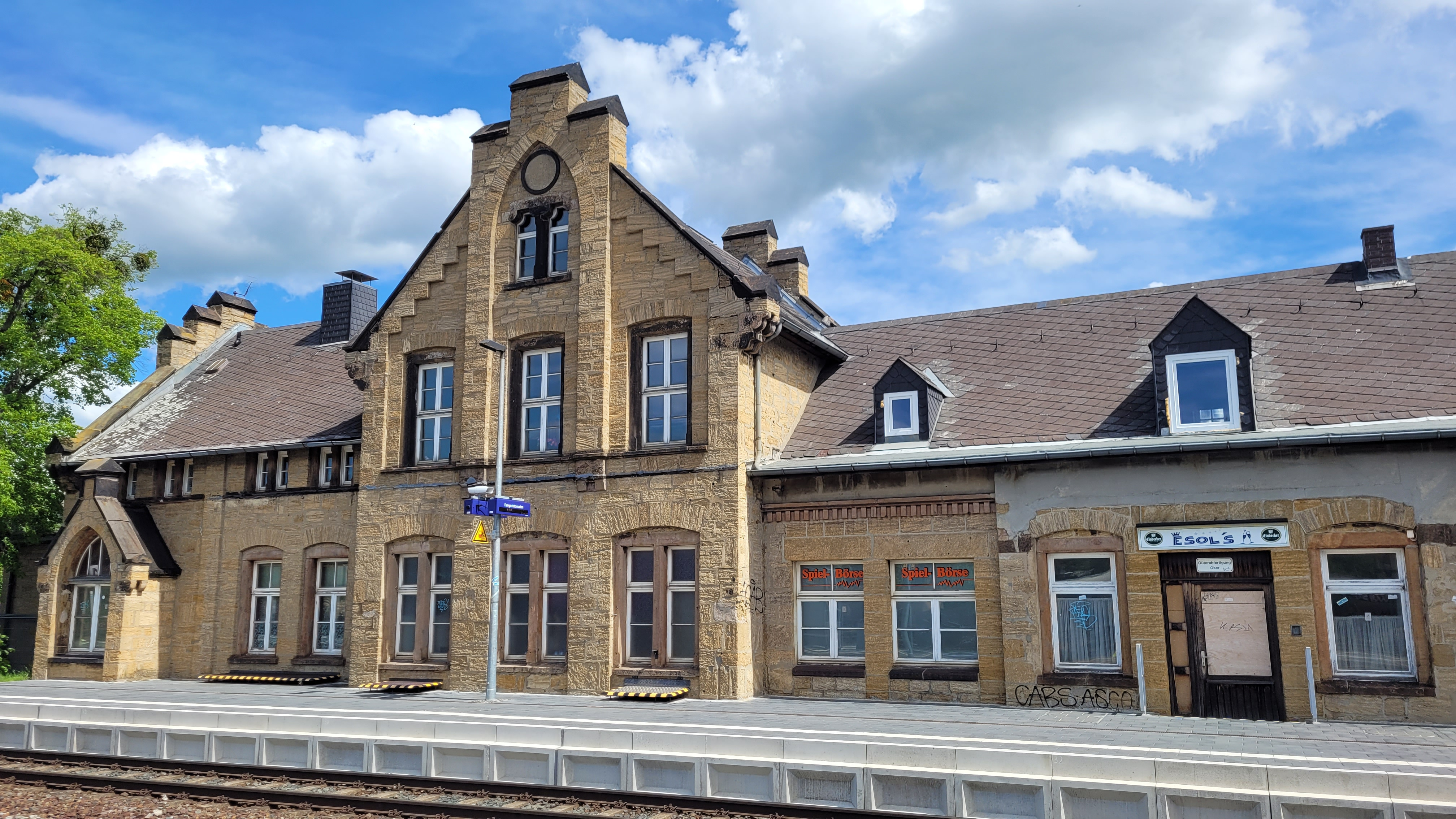
Bahnhof Oker

Der Bahnhof Oker liegt an der Bahnstrecke Vienenburg–Goslar und ist Trennungsbahnhof für die Bahnstrecke Bad Harzburg–Oker.
Bedeutung hat der Bahnhof Oker als Passagierbahnhof mit Anschlüssen in Richtung Braunschweig, Bad Harzburg und Kreiensen/Göttingen und als Güterbahnhof in erster Linie zur Holzverladung.

### Öffentliche Einrichtungen
Im Ort gibt es drei Kindergärten, eine Grundschule sowie die Adolf-Grimme-Gesamtschule (eine integrierte Gesamtschule).

## Persönlichkeiten

### Söhne und Töchter des Ortes
- Friedrich Ludewig Bouterweck (1766–1828), Philosoph und Schriftsteller
- Karl Friedrich Quittenbaum (1793–1852), Mediziner und Hochschullehrer
- Heinrich Ahlburg (1816–1874), Baubeamter, Architekt und Hochschullehrer
- Julius Hüniken (1824–1891), Kaufmann, Reeder und Gutsbesitzer
- Hermann Breymann (1842–1910), Romanist
- Ernst von Eschwege (1859–1932), Forstmann und Maler, von 1897 bis 1929 Leiter der Forstverwaltung des Fürsten Christian Ernst zu Stolberg-Wernigerode
- Friedrich Schucht (1870–1941), Hochschullehrer für Bodenkunde
- Karl Wilhelm Adolf Frölich (1877–1953), Rechtshistoriker
- Gustav Frölich (1879–1940), Agrarwissenschaftler und Tierzüchter
- Richard Reckewerth (1897–1970), Politiker (NSDAP)
- Heinrich Preß (1901–1968), Wasserbauingenieur
- Karl Rowold (1911–1993), Widerstandskämpfer und Diplomat
- Helge Darnstädt (1925–2009), Schriftstellerin und Übersetzerin
- Hans-Jörg Klotz (* 1927), Doktor der Rechte und Direktor bei Mercedes-Benz, Geschäftsführer des Ullstein Verlags und Sportfunktionär
- Aaron Hunt (* 1986), Fußballer

### Personen, die mit dem Ort in Verbindung stehen
- Justus Friedrich Wilhelm Zachariae (1726–1777), Schriftsteller, Übersetzer und Herausgeber sowie Komponist, er erhielt 1767 die herzogliche Anweisung zur „Hebung der inländischen Papierfabrikation“ u. a. die Papiermühle zu Oker zu bereisen und technische Verbesserungen an ihr durchzuführen
- Arnold Breymann (1866–1933), christlicher Archäologe und Lehrer, wohnte in Oker
- Hermann Carl Starck (1891–1974), Unternehmer (Metallurgie-Park Oker) und Mäzen
- Helmut Sander (1920–1988), Kommunalpolitiker und zweimal Oberbürgermeister der niedersächsischen Stadt Goslar, wohnte in Oker und war dort acht Jahre Ratsherr
- André Mouton (1924–2017), französischer Schriftsteller, damaliger Häftling in den Konzentrationslagern Buchenwald und Dora-Mittelbau, Teilnehmer der Todesmärsche über den Harz (von Nordhausen über Osterode nach Oker), Namensgeber der André-Mouton-Realschule in Oker, die später in der Adolf-Grimme-Gesamtschule aufgegangen ist
- Jan Benzien (* 1982), Kanute und Olympionike, hat in den Jahren 1998, 2003 und 2006 bei den deutschen Meisterschaften in Oker Erfolge in verschiedenen Disziplinen errungen